# Burcht Fürstenberg
De Burcht Fürstenberg (Duits: Burg Fürstenberg) is een middeleeuwse burchtruïne bij Oberdiebach in het Landkreis Mainz-Bingen in Rijnland-Palts. Sinds 2002 vormt de burcht onderdeel van het UNESCO werelderfgoed Boven Midden-Rijndal.

## Geschiedenis

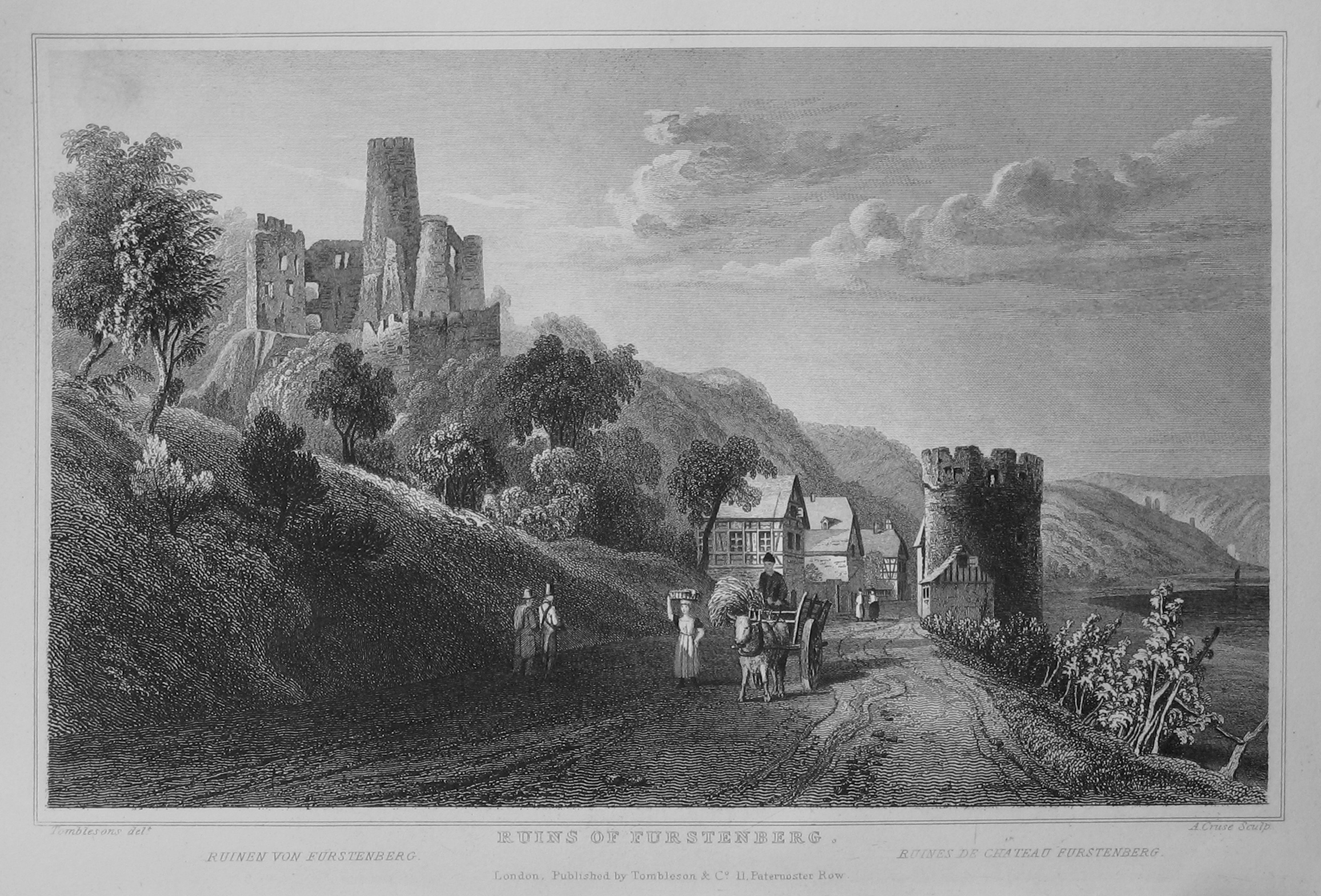
De ruïne op een gravure uit 1840

De burcht werd gesticht door de aartsbisschop Engelbert van Berg om de bezittingen van Keur-Keulen rond Bacharach veilig te stellen. Al in 1243 werd de burcht als leen overgedragen aan de keurvorsten van de Palts, die de burcht in 1410 door koop wisten te verwerven.
In de Dertigjarige Oorlog werd de burcht in 1620 door de Spanjaarden en in 1632 door de Zweden veroverd. Net als veel andere burchten in de regio viel ook Fürstenberg in 1689 ten prooi aan de verwoestingen van de Fransen tijdens de Paltse Successieoorlog. Sindsdien is de burcht een ruïne. In tegenstelling tot veel andere burchten in het Boven Midden-Rijndal volgde in de 19e eeuw hier geen herbouw, zodat het middeleeuwse muurwerk met stuc- en verfresten bewaard bleef. 
In 1844 probeerde de weduwe van koning Frederik Willem III van Pruisen, vorstin Auguste van Liegnitz, de burcht vergeefs te verwerven. Dit lukte echter de Nederlandse prins Frederik van Oranje-Nassau wel en hij schonk op 1 februari 1846 het complex aan zijn vrouw Louise. Louise wilde uit de ruïne een prachtig slot in neogotische stijl laten herrijzen, die de vergelijking kon doorstaan met de burchten Stolzenfels, Rheinstein, Sooneck en Sayn. De architect C. de Jong tekende in 1849 de plannen, die nog altijd bestaan en zich in de archieven van de familie Van Wied in Neuwied bevinden. Waarom de plannen nooit werden gerealiseerd is onbekend. Het ontwerp hield verder weinig rekening met de middeleeuwse structuren, maar had bij de uitvoering ervan wel geleid tot een van de elegantste burchtcomplexen aan de Rijn.
Na de dood van het echtpaar erfde hun dochter Marie van Wied de ruïne. In 1910 werd de ruïne verkocht aan de familie Wasum uit Bacharach. Het complex werd in 1993 aangekocht door Gernot Stelter uit Rheindiebach die in samenwerking met monumentenzorg maatregelen trof ter behoud van het muurwerk.

## Locatie
De burcht bevindt zich op een hoogte van 152 meter boven NAP in het Boven Midden-Rijndal bij Bingen. Naar de berg toe werd de burcht door een gracht en een tot 10 meter hoge schildmuur met de daarachter liggende bergfried beschermd. De toegang volgde over een brug met poorthuis.